# 兀良哈台
兀良哈台（1201年—1272年），蒙古帝国窩闊台汗、蒙哥汗时大将。兀良哈氏，速不台長子。早年曾充当成吉思汗的怯薛军，後來參加拔都（成吉思汗大孫）西征，又从忽必烈滅大理（雲南）吐蕃及安南戰爭，最後参与会师攻宋，率領南路軍從大理迂回攻宋。晚年被解除兵权。
阿朮（Eguil）為兀良哈台子，1256年自雲南攻伐貴州，至重慶。